# Cuween Hill Cairn

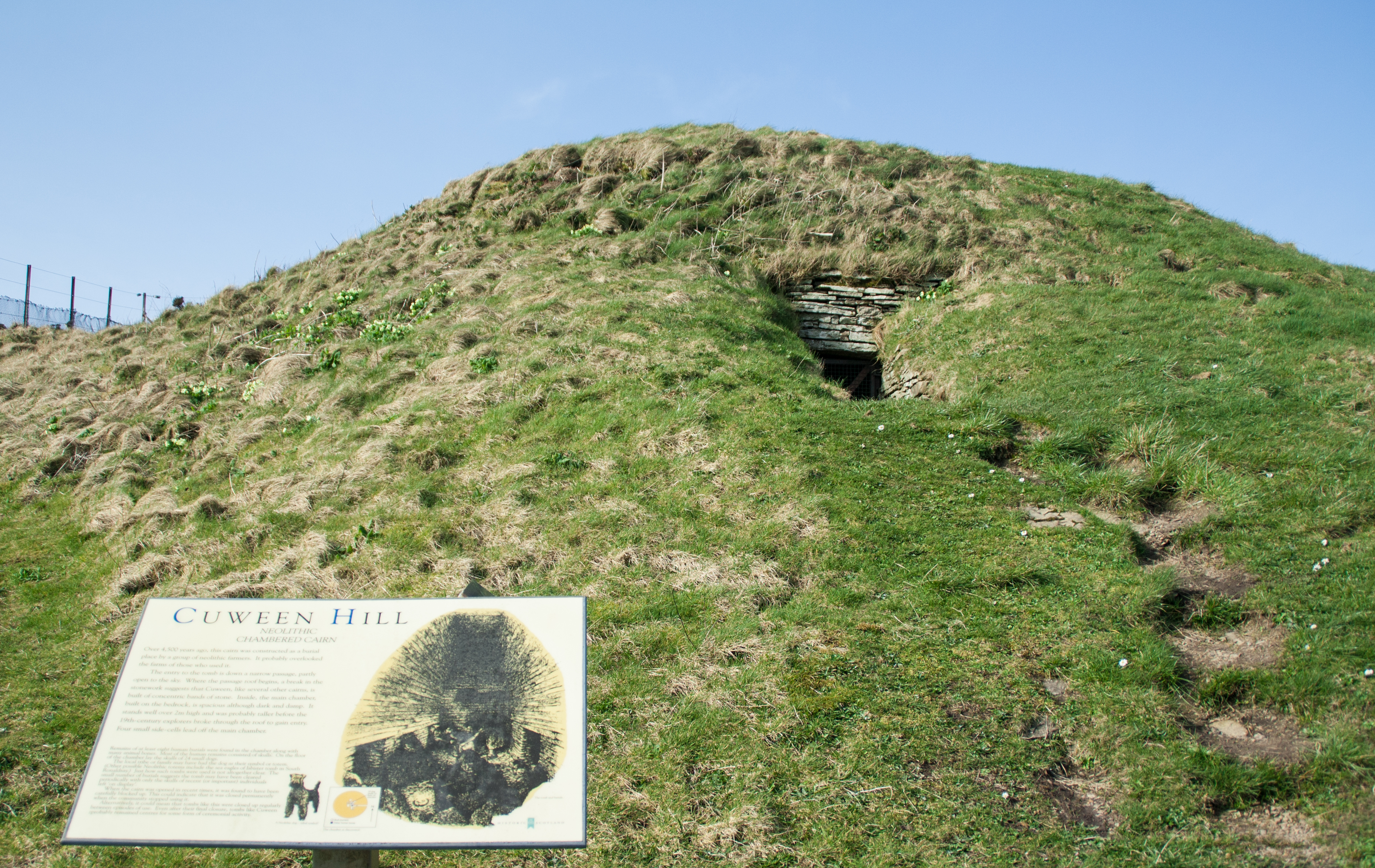
Der Zugang

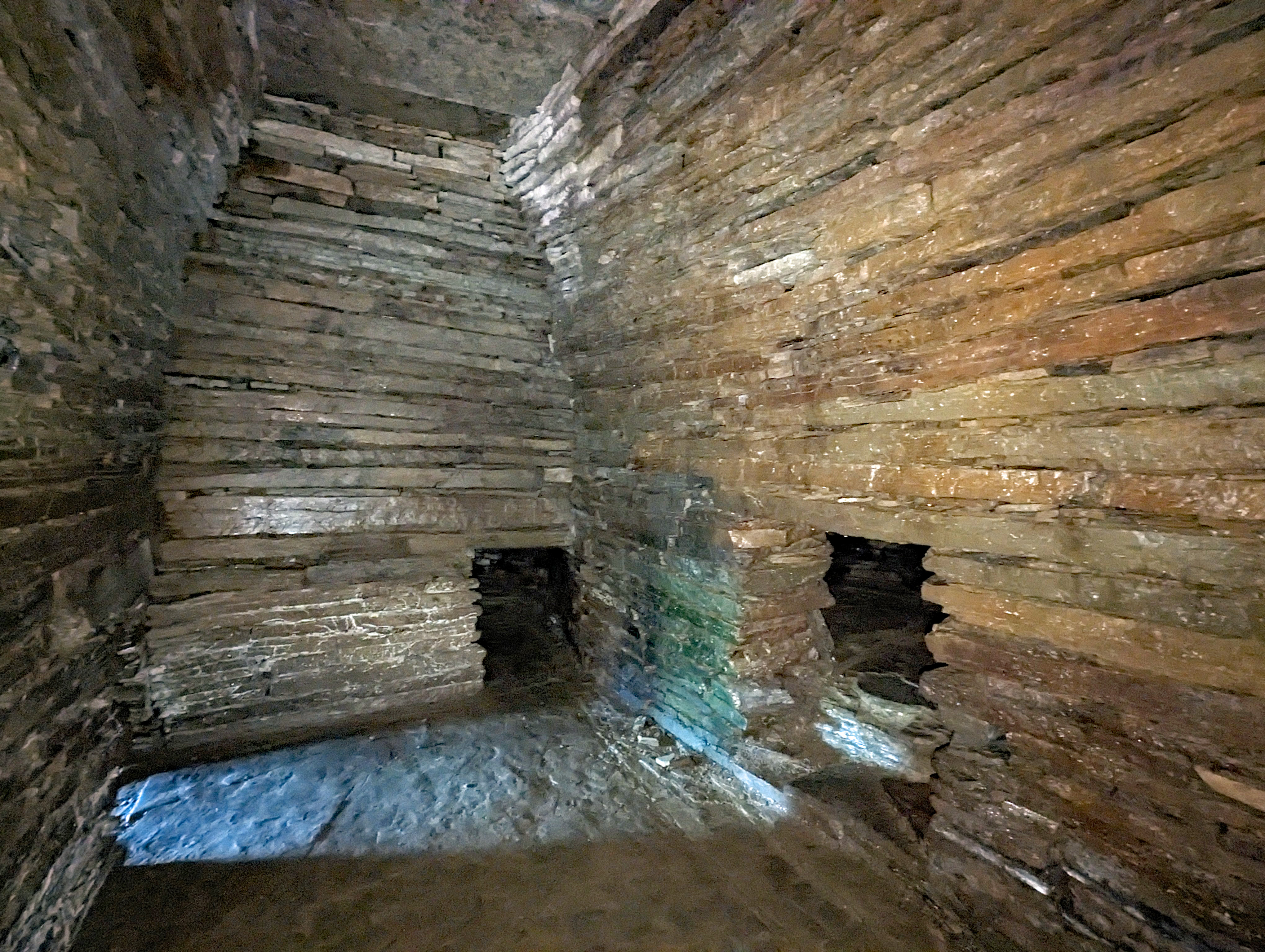
Innenansicht

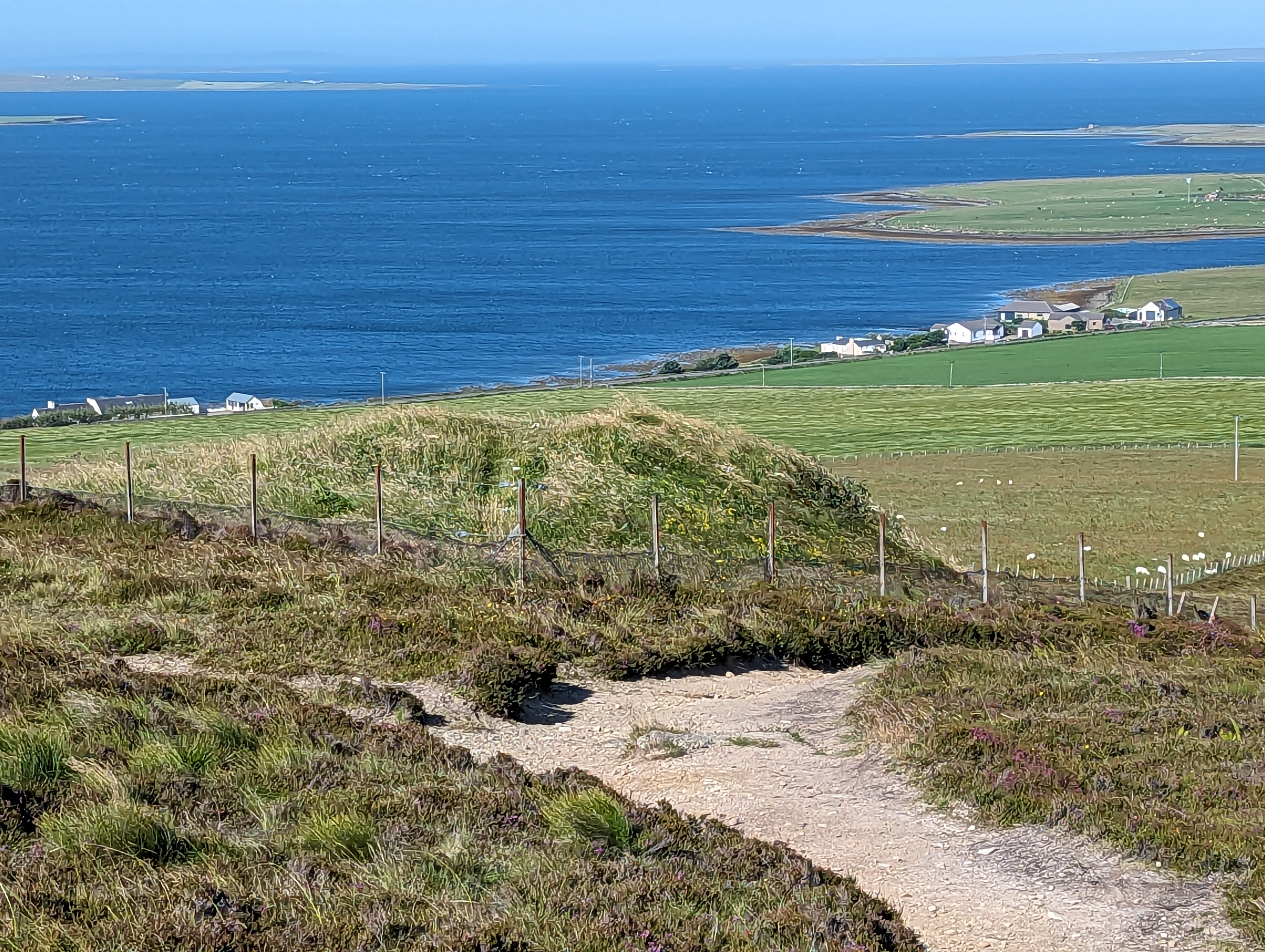
Blick vom Cuween Hill auf die Bay of Firth

Der Cuween Hill Cairn liegt auf dem Cuween Hill, 800 m südlich vom Dorf Finstown, an der Bay of Firth auf Mainland einer Insel der Orkney in Schottland. Das Passage Tomb vom Maeshowe-Typ liegt am Ende eines Pfades, der am Osthang des Hügels, mit Blick auf die Bay, hinauf führt.

## Name
Der Name Cuween leitet sich von dem altnordischen „Kua-eng“ ab (deutsch Viehweide). Die heutige Schreibweise ist relativ neu. Noch im frühen 20. Jahrhundert wurde der Hügel, wie andere Ortsnamen auf Orkney „Kewing“ geschrieben. In der Volksmeinung war Cuween wie andere Megalithanlagen das Haus von Trollen oder Feen. Infolgedessen ist der lokale Name für den Steinhügel „Fairy Knowe“ (deutsch Feenhügel).

## Beschreibung
Obwohl kleiner als Maes Howe ist auch Cuween Cairn das Ergebnis einer beeindruckenden prähistorischen Architektur. Der Zugang zum Innenraum führt durch eine niedrige, schmale, Passage, die weniger als einen Meter hoch und 5,5 m lang ist. Der Gang führt in eine rechteckige Kammer, von der vier Seitenkammern (eine pro Seite) abgehen. Eine ist eine Doppelkammer. Typische Maes Howe Typ Anlagen haben allerdings nur drei Nebenkammern. Vinquoy auf Eday hat ebenfalls vier, während der Isbister Cairn (Tomb of the Eagles) auf South Ronaldsay fünf und Quoyness auf Sanday sechs hat, hat der Südcairn auf Papa Westray sogar zwölf. 
Die vier Eingänge zu den Seitenkammern liegen etwas über dem Niveau des Bodens der Hauptkammer. Die aus Lagen von Steinplatten errichtete Hauptkammer ist geräumig. Heute sind Haupt- und Nebenkammern über zwei Meter hoch. Das ursprüngliche Dach der Hauptkammer wurde aber im 19. Jahrhundert beim Einstieg in den Cairn beschädigt. Das heutige ist eine moderne Konstruktion. Das Original war wahrscheinlich deutlich höher. Der vermutlich 3000 v. Chr. errichtete Cairn wurde im Jahre 1901 von M. M. Charleson ausgegraben.

## Funde
Die Überreste von mindestens acht Menschen, zumeist die Schädel, und die Knochen von Rindern und Vögeln wurden im Inneren gefunden. Die geringe Anzahl verweist darauf, dass die Kammer während ihrer Nutzung zumindest einmal ausgeräumt wurde. Die Ausgräber fanden den Cuween Cairn, wie andere orkadische Gräber, sorgfältig verschlossen vor. Dies würde darauf hinweisen, dass die Anlage entweder außer Nutzung gegangen war, oder dass sie zwischen den in Abständen von mehreren Jahren erfolgten Nutzungen stets versiegelt wurde.

### Die Hundeschädel
Die interessanteste Entdeckung, abgesehen von den menschlichen Knochen, war der Fund von 24 Hundeschädeln. Dies führte zu dem Gedanken, dass der Hund das Totemtier der Nutzer war, ähnlich wie der Seeadler für den Isbister Cairn (Tomb of the Eagles) auf South Ronaldsay bezeichnend ist.

## Die Siedlung
Die Siedlung von Stonehall liegt direkt unterhalb Cuween Hill. Stonehall war ein neolithisches Dorf, das älter ist als der Knap of Howar auf Papa Westray. Angesichts der Nähe zwischen Cairn und Siedlung und der Tatsache, dass die beiden zeitgenössisch sind, ist anzunehmen, dass die Siedler von Stonehall auch verantwortlich für den Bau und die Nutzung des Cairns waren.